# Heinz Bühlmann
Heinz Bühlmann (* 13. Oktober 1942 in Zug; † 8. Januar 2004) war ein Schweizer Schauspieler und Hörspielsprecher.

## Leben
Heinz Bühlmann absolvierte die Zürcher Hochschule der Künste und spielte schon in dieser Zeit am Schauspielhaus Zürich, an dem er auch später immer wieder gastweise zu sehen war. Von 1965 bis 1967 war er an den Städtischen Bühnen Flensburg verpflichtet, sein einziges Gastspiel ausserhalb der Schweiz. Weitere Stationen seiner Bühnenlaufbahn waren unter anderem das Theater Basel und das Theater am Käfigturm in Bern, das Theater Kanton Zürich, das Städtebundtheater Biel-Solothurn sowie in Zürich ausserdem das Opernhaus und das Bernhard-Theater.
Bühlmann wirkte in mehreren Uraufführungen mit, 1962 als Jörg-Lukas Rose in Friedrich Dürrenmatts Die Physiker, 1969 als Mo Si in Turandot oder Der Kongreß der Weißwäscher von Bertolt Brecht und 1972 als Benedikt in Sennentuntschi von Hansjörg Schneider. Das Publikum sah Bühlmann als Puck in William Shakespeares Sommernachtstraum, er war Etienne in Die Jungfrau von Orleans von Friedrich Schiller und wirkte wiederholt in Kindermusicals am Opernhaus Zürich mit. Daneben war er als Regisseur an Laienbühnen tätig.
Neben gelegentlichen Gastauftritten im Fernsehen, sprach Heinz Bühlmann den Wachtmeister Studer in vier Hörfunkfassungen nach den Romanen von Friedrich Glauser.

## Filmografie
- 1976: Krock & Co.
- 1979: Das gefrorene Herz
- 1982: Der Besuch der alten Dame
- 1985: Der schwarze Tanner
- 1989: Leo Sonnyboy
- 1994–1995: Die Direktorin (Fernsehserie)
- 1995: Tatort: Rückfällig (Fernsehreihe)
- 1997: Flammen im Paradies
- 1998: Tatort: Russisches Roulette
- 1998: Tatort: Am Ende der Welt

## Hörspiele (Auswahl)
- 1963: Der Sieger – Autor und Regie: Kurt Früh
- 1976: Glück mues ma ha – Autor: Werner Kuhn – Regie: Hans Jedlitschka
- 1982: D Zeeche vo de Elfe – Autor: Urs Widmer – Regie: Stephan Heilmann
- 1983: Der Sturz – Autor: Rainer Puchert – Regie: Franziskus Abgottspon
- 1986: Der Richter und sein Henker – Autor: Friedrich Dürrenmatt – Regie: Franziskus Abgottspon
- 1988: Wachtmeister Studer – Autor: Friedrich Glauser – Regie: Martin Bopp
- 1989: Matto regiert – Autor: Friedrich Glauser – Regie: Martin Bopp
- 1989: Der Chinese – Autor: Friedrich Glauser – Regie: Martin Bopp
- 1990: Krock & Co. – Autor: Friedrich Glauser – Regie: Martin Bopp
- 1991: Schnee aus Kloten – Autor: Thomas Küng – Regie: Fritz Zaugg
- 1996: Xaver Z'Gilgen – Autor: Otto Höschle – Regie: Fritz Zaugg